# Pliszczyn

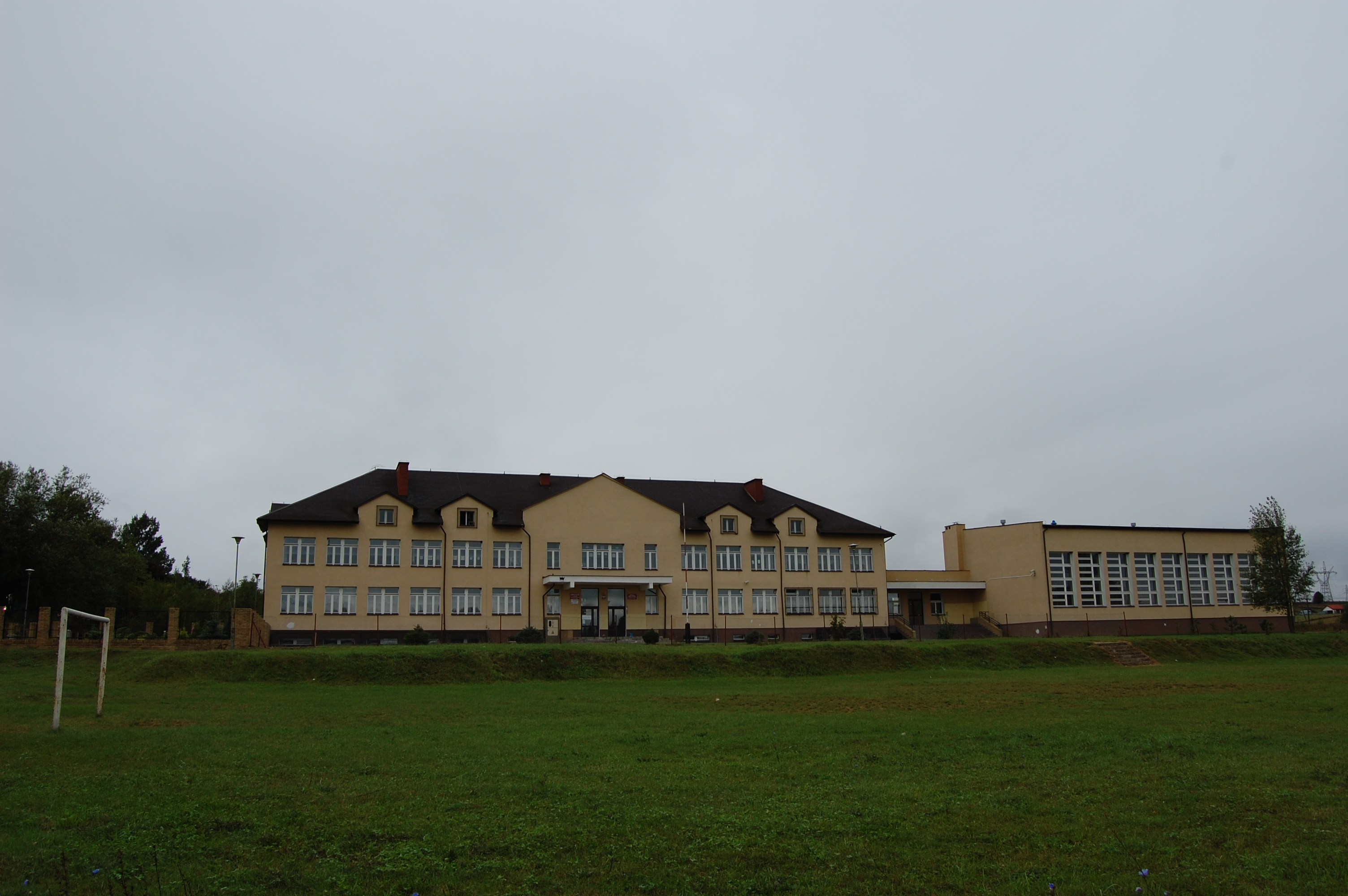
Szkoła w Pliszczynie

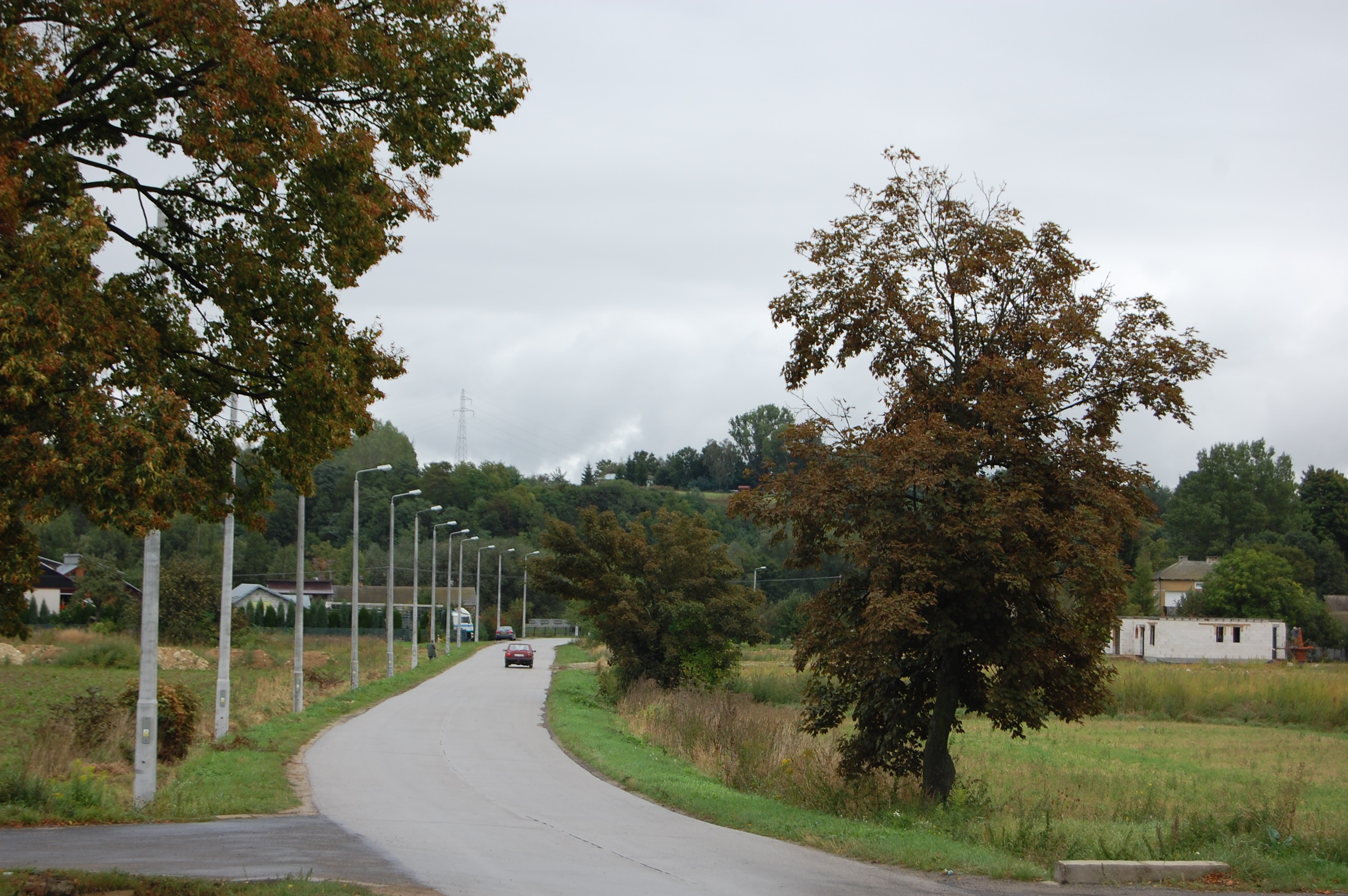
Droga prowadząca z Lublina

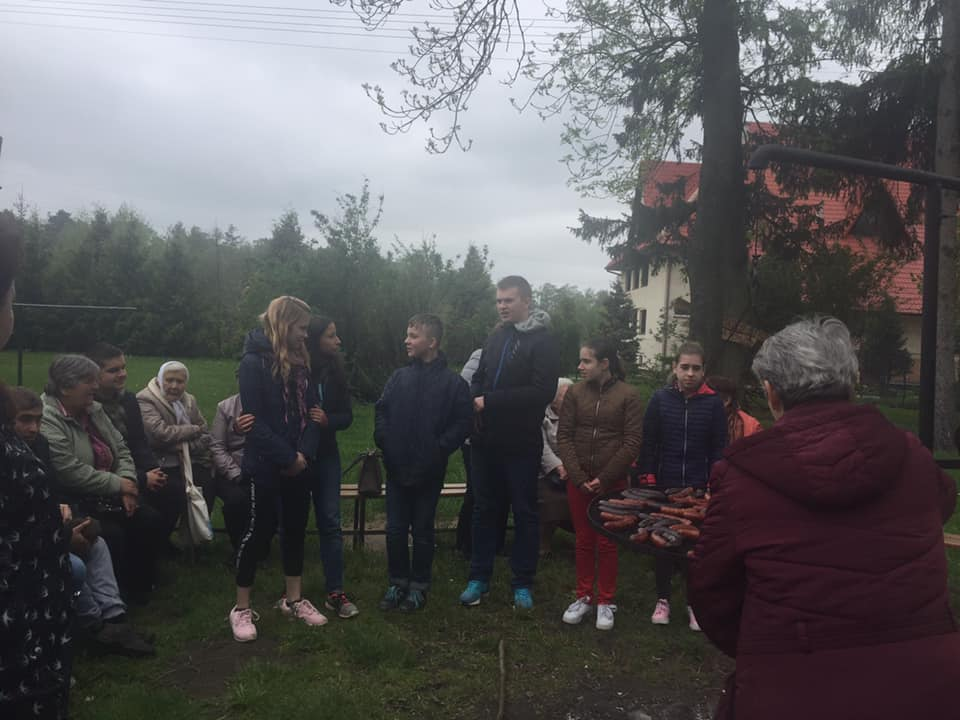
Na terenie Domu Zakonnego Księży Sercanów

Pliszczyn – wieś w Polsce położona w województwie lubelskim, w powiecie lubelskim, w gminie Wólka.
| SIMC    | Nazwa   | Rodzaj    |
| ------- | ------- | --------- |
| 0393991 | Zagrody | część wsi |

W latach 1975–1998 miejscowość należała administracyjnie do województwa lubelskiego.
1 stycznia 1989 część wsi (99,34 ha) włączono do Lublina.
Wieś stanowi sołectwo gminy Wólka. Według Narodowego Spisu Powszechnego z roku 2011 wieś liczyła 801 mieszkańców.

## Położenie
Pliszczyn jest wsią położoną wśród lessów na Wyżynie Lubelskiej. Leży na styku Równiny Łuszczowskiej oraz Płaskowyżu Nałęczowskiego. Jest to obszar typowo rolniczy. Centrum Pliszczyna stanowi droga asfaltowa, przy której to położone są następujące obiekty: szkoła podstawowa i gimnazjum w Pliszczynie, kościół i klasztor księży sercanów, budynek straży pożarnej, sklepy i zabudowania. Miejscowość położona jest w dolinie rzeki Ciemięgi. Zgodnie z podziałem administracyjnym Pliszczyn graniczy z Lublinem i małą wsią – Łysakowem. Pliszczyn położony jest 10 kilometrów na północny wschód od Lublina.

## Historia
Wieś notowana w roku 1398 jako „Pliscin”. Stanowiła własność szlachecką, w roku 1398 dziedzicem był Abraham Chamiec. W roku 1409 występują dzieci po Abramie, dziedziczką wsi jest panna Elżbieta dziedziczka z Pliszczyna. Przez cały okres XV wieku z Pliszczynem związane jest nazwisko rodu Gutów. Grot Gut z Pliszczyna w roku 1500 jest łożnym królewskim, w okresie lat 1501–1523 wojskim ziemi lubelskim w 1523 kuchmistrz królewny Jadwigi. W latach 1531–1533 pobór płacony był: z części Nikodema Guta łącznie z Baszkami 7½ łana i młyna, z części Żukowskiego łącznie z Łysakowem 3 ½ łana i młyna (RP).
Wieś szlachecka położona była w drugiej połowie XVI wieku w powiecie lubelskim województwa lubelskiego.
W latach 1946-1949 wieś była terenem częstego kwaterowania członków patrolu st. sierż. Walentego Waśkowicza „Strzały”, wchodzącego w skład oddziału WiN (a następnie powinowskiej grupy zbrojnej) kpt. Zdzisława Brońskiego „Uskoka”. Jesienią i zimą z 1948 na 1949 r. partyzanci regularnie kwaterowali we wsi, korzystając z zabudowań kilkunastu gospodarzy oraz ziemianki tzw. bunkra, wykopanego w pobliskim wąwozie. Nad ranem 1 kwietnia 1949 r., na podstawie zeznań zatrzymanych członków patrolu „Strzały” - Stanisława Bartnika „Górala” i Stanisława Skorka „Piroga”, Pliszczyn otoczyła grupa operacyjna złożona z 270 żołnierzy 3. Brygady KBW oraz 5 funkcjonariuszy WUBP Lublin, wsparta samochodem pancernym. Podczas rewizji zabudowań, żołnierze KBW natknęli się na strychu obory gospodarza Władysława Wolińskiego na ukrywającego się „Strzałę”, który zginął po krótkiej walce, próbując wydostać się z okrążonego gospodarstwa. Za współpracę z patrolem „Strzały” zatrzymano tego dnia 9 mieszkańców wsi, zaś 29 kwietnia kolejnych 28 osób z Pliszczyna i sąsiedniej Bystrzycy. Na pamiątkę tych wydarzeń w Pliszczynie i okolicach, od 2018 r. organizowane jest cykliczne wydarzenie historyczne - Rajd „Strzały”, gromadzące corocznie od 150 do 300 uczestników. 
Z historii miejscowego kościoła rzymskokatolickiego
- 1957 – (styczeń) – staraniem proboszcza z Bystrzycy w południowo-wschodniej części dworku wybudowano kaplicę pod wezwaniem świętego Antoniego z Padwy. W niedziele i święta dojeżdżał tu kapłan z mszą.
- 1957 – (28 listopada) dworek nabyło Zgromadzenie Księży Najświętszego Serca Jezusowego (księża sercanie).
- 1958 – dworek zaadaptowano na klasztor. Kaplicę dla wiernych urządzono w części północno-wschodniej (stan obecny). Obrazy: Najświętszego Serca Pana Jezusa, Najświętszej Marii Panny – Królowej Polski są dziełem T. Kostrza. W pozostałej części dworku urządzono kaplicę i pomieszczenia klasztorne.
- 1959–1983 – nowicjat zgromadzenia.
- 1966 – biskup J. Mazur konserwuje dzwon i poświęca figurę Matki Bożej przy kościele ufundowany jako wota tysiąclecia przez ojców i matki.
- 1976 – duszpasterski ośrodek w Pliszczynie podniesiono do rangi kościoła rektoralnego z prawem prowadzenia ksiąg kościelnych
- 1978 – uroczyste obchody 100-lecia działalności Zgromadzenia Najświętszego Serca Jezusowego w świecie i 50-lecia przybycia księży sercanów do Polski.
- 1981 – biskup Bolesław Pylak eryguje w Pliszczynie parafię pod wezwaniem Najświętszego Serca Jezusowego obejmującą miejscowości: Pliszczyn, Pliszczyn Kolonia, Zagrody, Łysaków, Łagiewniki, Baszki, Boduszyn, Rudnik, St. Kolonia.
- 1983 – parafię Pliszczyn odłączono od dekanatu Łęczna i przyłączono do dekanatu Lublin – Wschód.
- 1988 – poświęcenie cmentarza grzebalnego.
- 2020 – parafia staje się jednym z ognisk zakaźnych pandemii koronawirusa w Polsce, w związku z czym odwołano wówczas wszystkie nabożeństwa, a księży i cześć parafian poddano przymusowej kwarantannie. Zdarzenie to odbiło się szerokim echem w ogólnopolskich środkach masowego przekazu i było przedmiotem debaty publicznej[14][15][16][17].

### Sercańskie Dni Młodych
Sercańskie Dni Młodych to coroczne zjazdy młodzieży katolickiej organizowane przez Zgromadzenie Księży Sercanów z pomocą parafian z Pliszczyna. Odbywają się one na początku wakacji i trwają od poniedziałku do soboty.

## Pliszczyn w literaturze
Wacław Gąsiorowski – „Huragan” (strona 591)

„Korpus Księcia Józefa nadciągnął z Janowa. Lecz to nie napełniało taką uciechą żubrową, jak widok jeźdźca zamaszystego w czerwonym kontuszu, który na czele dwóch szwadronów jechał na czele szpicy pochodowej kolumny. Jeźdźcem tym był imć Pan Józef Podhorodyński z Pliszczyna dawny mecenas Trybunału Lubelskiego